# Otto I de Burgundia
Otto I (n.c. 1168/1171 – d.13 ianuarie 1200, Besançon) aparținând familiei Hohenstaufen, a fost conte palatin de Burgundia începând din 1190 până la moarte și conte de Luxemburg din 1196 până în 1197.

## Biografie
Otto a fost cel de-al patrulea fiu al împăratului romano-german Frederic I Barbarossa și al celei de-a doua soții a sa, Beatrice de Burgundia, fiică a contelui Rainald al III-lea de Burgundia (n.c. 1093 – d. 1148).
Otto I s-a născut în 1170 ca frate mai mic al viitorului împărat al Sfântului Imperiu Roman, Henric al VI-lea.
Tatăl său, Frederic Barbarossa, împărat romano-german a deținut, de asemenea, titlul de Conte de Burgundia moștenit de soția sa, Beatrice. Plecat în Cruciada a treia Frederic Barbarossa a murit înecat în 1190.
Deși a păstrat guvernarea Comitatului Burgundia până la moarte, Barbarossa și-a împărțit posesiunile între copiii săi încă din 1188, împărțire pe care a făcut-o oficială în următorul an la o dietă a curții ținute la Haguenau. Otto, fiul cel mic, a primit Comitatul Burgundia și Comitatul Lenzburg (astăzi în Elveția), al cărui titular era deja, precum și conducerea Regatului de Arles (numit și „Regatul celor Două Burgundii”). Fratele său mai mare, viitor împărat romano-german sub numele de Henric al VI-lea, a primit ca posesiune Regatul Italiei și Regatul de Arles.
Barbarossa i-a dat fiului său mai mic, Otto, titlul de Conte palatin care a devenit astfel primul dintre conții de Burgundia învestit cu acest titlu pe care succesorii săi l-au moștenit. Titlul de Conte palatin i-a oferit o poziție privilegiată care-l plasa deasupra celorlalți conți de Burgundia fiind deținătorul suzeranității și cel ce menținea relațiile de facto și de jure cu autoritatea imperială.
Otto și-a petrecut tinerețea în teritoriile germane și tot acolo a preferat să rămână aratând puțin interes pentru Burgundia, unde locuia doar foarte rar. El s-a aflat pentru prima dată în Burgundia în 1196. În timpul absenței sale, începând din anul 1192, Otto a încredințat administrarea provinciei unui guvernator care îndeplinea și funcția de executor judecătoresc în Burgundia (numit în franceză bailli).
Caracterul său era impetuos, iar temperamentul brutal, chiar crud. Într-o dispută cu contele de Montbéliard, Amadeus al II-lea, după ce Otto construise Cetatea Clerval la granița comitatului Montbéliard, prin a cărei poziție amenința terenurile contelui de Montbéliard, în 1195 l-ar fi asasinat pe acesta.
Relațiile lui Frederic Barbarossa cu nobilimea din Alsacia erau bune, însă Otto a acționat brutal împotriva puterii feudalilor. Ca urmare, din 1196 el s-a aflat în război cu Conrad de Hunebourg, episcopul de Strasbourg (1190–1202). În timpul ostilităților, armata lui Otto a atacat Castelul Hunebourg apărat de Eberhard de Hunebourg, fratele episcopului de Strasbourg. În timpul asediului castelului, Otto l-a ucis pe Eberhard. Fratele acestuia, episcopul de Strasbourg, a invadat și devastat teritoriile cele mai apropiate ale dușmanului său. La începutul lunii septembrie 1197 cei doi au încheiat un armistițiu, dar pe 27 septembrie 1197, o zi înainte de moartea împăratului Henric al VI-lea, contele Otto, în ciuda acordurilor încheiate, l-a chemat pe Ulrich de Ferrette, unul dintre susținătorii episcopului, să vină la reședința sa pentru negocieri și l-a ucis cu propria mână. Aceste asasinate au provocat dezaprobarea generală, nu numai în rândul adversarilor lui Otto, ci și în rândul prietenilor săi. O parte dintre ei s-au unit împotriva lui Otto.
Unul dintre aceștia a fost Ștefan al II-lea de Auxonne, conducătorul ramurii tinere a familiei conților de Burgundia care purta, asemenea tatălui și bunicului său, titlul de conte de Burgundia. Otto i-a ordonat să renunțe la titlu și să se mulțumească cu cel de „Viconte de Auxonne” și de „Conte în Burgundia”. Umilit, Ștefan s-a supus voinței lui Otto, însă autoritatea contelui palatin a rămas mai mult nominală decât reală, atât în Burgundia, cât și în Regatul de Arles.
În 1196 Otto a făcut o incursiune demonstrativă, împreună cu fratele său, împăratul Henric al VI-lea, la Besançon aflat la granița de nord a Burgundiei, pentru a impresiona cu măreția imperială afișată, în speranța de a-și putea impune puterea.
După moartea împăratului Henric al VI-lea pe 28 septembrie 1197, Filip de Suabia, fratele mai tânăr, aspira la tronul imperial ca și Otto de Brunswick, fiul lui Henric Leul, ducele Saxoniei.
Episcopul de Strasbourg nu l-a iertat pe Otto pentru uciderea fratelui său. Deși fusese întotdeauna loial împăratului Henric al VI-lea, episcopul a pierdut orice considerație pentru contele Otto și pentru Casa de Suabia, căreia acesta îi aparținea. La alegerea regelui romano-german, episcopul Conrad împreună cu papa Inocențiu al III-lea, contele de Montbéliard și mulți prelați l-au preferat pe Otto de Brunswick. Filip de Suabia a fost susținut de regele Franței, Filip al II-lea, arhiepiscopii de Besançon, Trier și Magdeburg, alți nouă episcopi, regele Boemiei, ducele Saxoniei, ducele Bavariei și ducele Austriei.
După ce vestea morții împăratului Henric a ajuns în Alsacia, episcopul de Strasbourg și aliații săi au devastat posesiunile lui Otto și ale susținătorilor săi, precum și pe cele ale vasalilor lor. De asemenea, profitând de circumstanțe favorabile, ei au capturat și devastat posesiunile imperiale din Alsacia. În absența unui apărător, posesiunile imperiale au devenit apoi prada ușoară a celui ce le ocupase. Încă de la începutul ostilităților, contele palatin Otto l-a sprijinit pe fratele său, Filip de Suabia care a fost ales în cele din urmă ca rege romano-german pe 8 martie 1198. Războiul s-a domolit, dar la scurt timp Otto a aflat că Richard de Montbéliard, socrul acestuia, Ștefan al II-lea de Auxonne, și aliații lor i-au atacat domeniile din comitatul Burgundia.
Ștefan al II-lea era nepotul lui Guillaume de Mâcon, cel mai mare dușman al lui Otto. El aspirase să domnească într-o zi peste Burgundia.
Absența lui Otto din Alsacia a fost ocazia mult așteptată de a-și realiza ambiția și a se răzbuna și Ștefan împreună cu ginerele său, contele de Montbéliard, s-au ridicat împotriva contelui palatin. Contele de Montbéliard a invadat nordul și estul comitatului incendiind Abația de Luxeuil care era partea lui Filip de Suabia și a invadat teritoriile arhiepiscopului de Besançon pe care a reușit să-l captureze și să-l  țină prizonier în castelul său din Montbéliard. Otto a cerut sprijinul lui Filip al II-lea al Franței a cărui armată a reușit în iunie 1200 să-l supună pe contele de Montbéliard, să-l elibereze pe arhiepiscopul de Besançon. Conflictul s-a încheiat în 1200, dar Ștefan și aliații săi nu au renunțat la planurile lor.
Otto a fost asasinat pe 14 ianuarie 1201 la vârsta de treizeci și trei de ani. A fost înmormântat în Mănăstirea Sf, Ștefan din Besançon.
Palatinul a lăsat două fiice tinere, Ioana și Beatrice, sub tutela Margaretei de Blois, mama lor, care a guvernat comitatul Burgundia în numele Ioanei care avea 9 ani când i-a succedat tatălui ei. Ioana a murit în 1205, la vârsta de 14 ani. Abia după căsătoria sorei ei, Beatrice, cu ducele Otto al II-lea de Merania (fiul contelui Berthold al IV-lea de Diessen și Andechs) comitatului Burgundia i s-au deschis noi perspective.

## Căsătorie și descendenți
Otto s-a căsătorit în 1189 sau 1190 cu Margareta de Blois  (n.c. 1169 – d. 1230), o fiică a contelui Teobald al V-lea de Blois și a soției sale, Alix de Franța, fiica regelui Ludovic al VII-lea al Franței. După moartea lui Otto în 1202, Margareta a guvernat comitatul palatin până în 1208. Ea a reușit să o căsătorească pe fiica ei cea mică - după moartea celei mai mari - cu ducele Meraniei, căruia i-a transferat palatinatul în 1211. Din căsătoria lui Otto I cu Margareta au rezultat două fiice:
- Ioana (n. 1191 – d.c. 1205/1206) și
- Beatrice (n.c. 1193/1194 – d. 7 mai 1231) căsătorită pe 21 iunie 1208 în Bamberg cu Otto al VII-lea de Andechs (d. 7 mai 1234, Besançon), duce Meraniei din 1205.[9]